# 大森台駅
大森台駅（おおもりだいえき）は、千葉県千葉市中央区大森町にある、京成電鉄千原線の駅である。駅番号はKS62。

## 歴史
開業した当時は、千葉急行線（現・千原線）の終着駅であり、建設時の仮称は「大森駅」であった。
- 1992年（平成4年）4月1日：千葉急行電鉄千葉急行線の駅として開業[1]。当時は終着駅[2]。
- 1995年（平成7年）4月1日：ちはら台駅まで延伸開業し、途中駅となる[3][4]。
- 1998年（平成10年）10月1日：千葉急行電鉄の京成電鉄への事業譲渡により、京成電鉄千原線の駅となる[5]。

## 駅構造
相対式ホーム2面2線を有する千葉市内唯一の地下駅。ただし、駅の前後は半地下構造である。開業当初から複線であり、交換設備がある。千葉寺方面に引き上げ線があり、前後ではホーム延伸が可能な余地を残している。当駅が終着駅だった当時は、2番線のみを使用していた。
駅舎はかまぼこ型のドーム屋根が特徴であり内部には電気融雪装置が設置されている。

### のりば
京成千原線は、京成千葉線（京成千葉・京成津田沼方面）、京成本線（京成船橋・京成上野方面）との直通運転も一部実施している。駅ホームの案内標には、京成千原線との直通運転の設定がない「成田空港」「京成松戸線」も行先として表記されている。成田空港方面（京成本線）および京成松戸線方面には京成津田沼駅にて乗換が必要となる。
| 番線 | 路線   | 方向 | 行先                                                             |
| ---- | ------ | ---- | ---------------------------------------------------------------- |
| 1    | 千原線 | 上り | 京成千葉・京成津田沼・京成船橋・京成上野・ 成田空港・ 松戸線方面 |
| 2    | 千原線 | 下り | ちはら台方面                                                     |

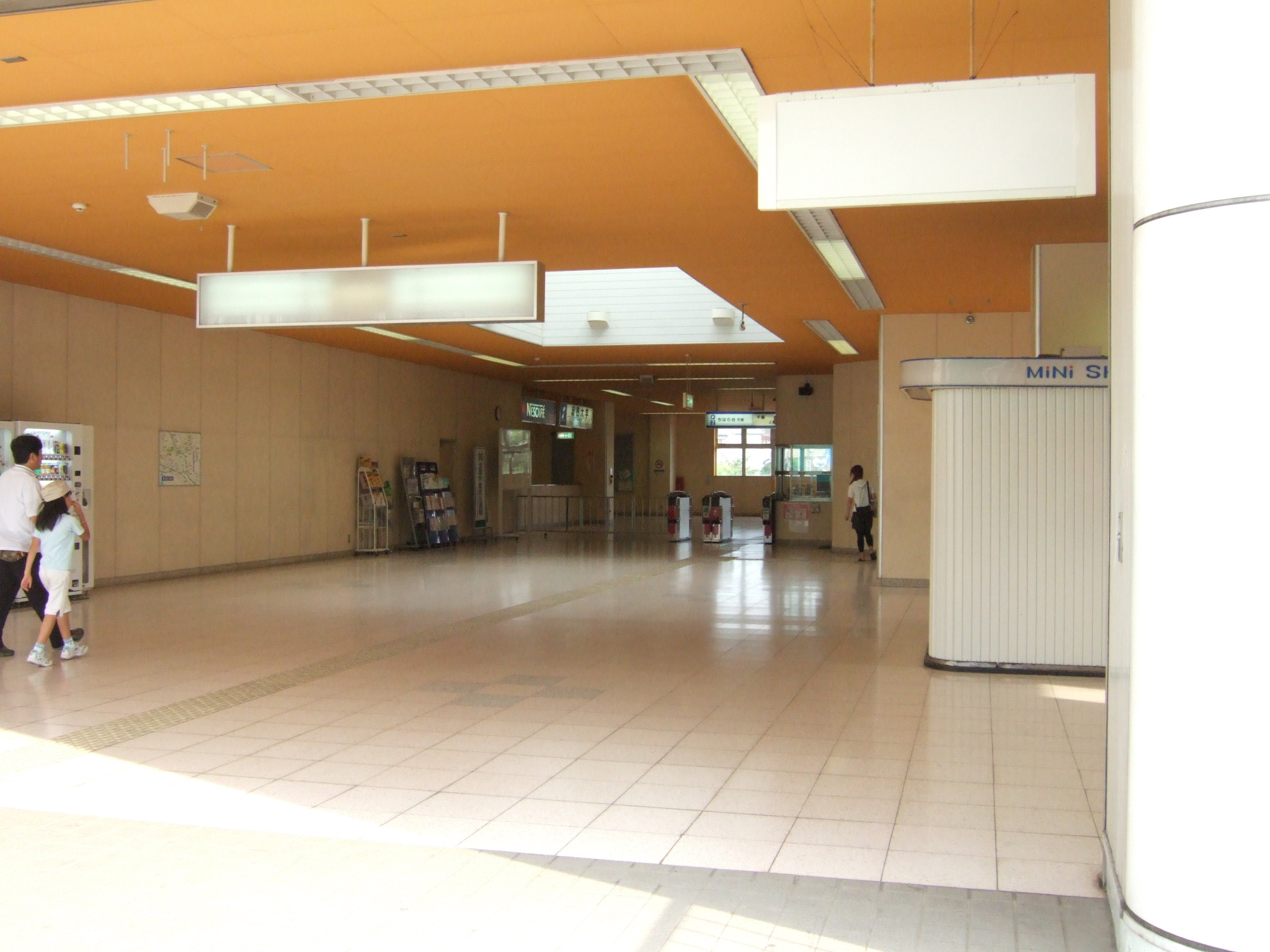
改札口（2006年10月11日）
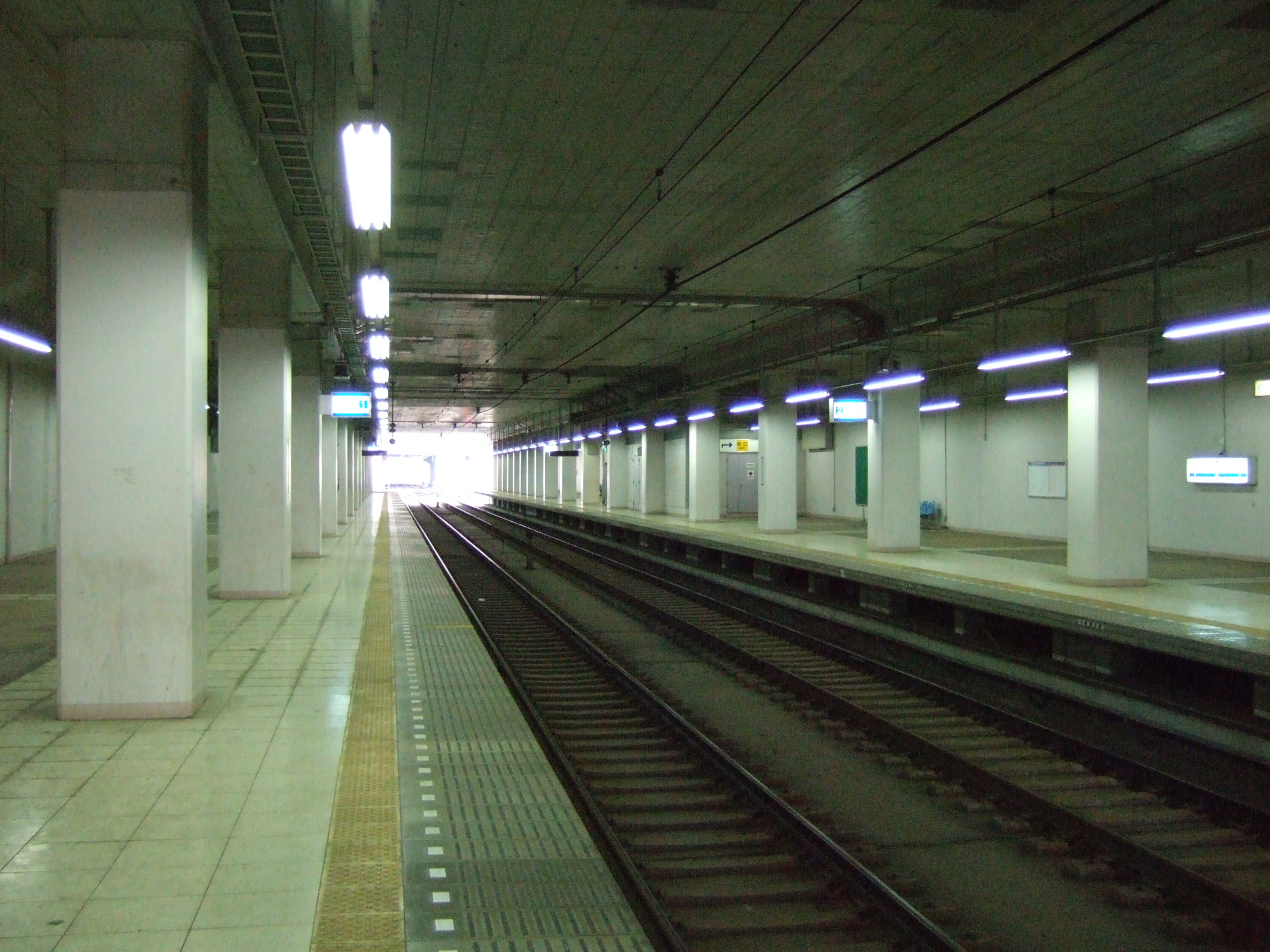
駅ホーム（2006年10月11日）

## 利用状況
2024年度の1日平均乗降人員は3,422人である。近年の1日平均乗降・乗車人員推移は下表の通り。
| 年度               | 1日平均 乗降人員 | 1日平均 乗車人員 | 出典              |
| ------------------ | ---------------- | ---------------- | ----------------- |
| 1992年（平成04年） |                  | 1,129            | [ 千葉県統計 1 ]  |
| 1993年（平成05年） |                  | 1,402            | [ 千葉県統計 2 ]  |
| 1994年（平成06年） |                  | 1,497            | [ 千葉県統計 3 ]  |
| 1995年（平成07年） |                  | 1,552            | [ 千葉県統計 4 ]  |
| 1996年（平成08年） |                  | 1,583            | [ 千葉県統計 5 ]  |
| 1997年（平成09年） |                  | 1,522            | [ 千葉県統計 6 ]  |
| 1998年（平成10年） |                  | 1,533            | [ 千葉県統計 7 ]  |
| 1999年（平成11年） |                  | 1,411            | [ 千葉県統計 8 ]  |
| 2000年（平成12年） |                  | 1,384            | [ 千葉県統計 9 ]  |
| 2001年（平成13年） |                  | 1,339            | [ 千葉県統計 10 ] |
| 2002年（平成14年） | 2,639            | 1,305            | [ 千葉県統計 11 ] |
| 2003年（平成15年） | 2,686            | 1,331            | [ 千葉県統計 12 ] |
| 2004年（平成16年） | 2,704            | 1,334            | [ 千葉県統計 13 ] |
| 2005年（平成17年） | 2,662            | 1,313            | [ 千葉県統計 14 ] |
| 2006年（平成18年） | 2,763            | 1,358            | [ 千葉県統計 15 ] |
| 2007年（平成19年） | 2,794            | 1,379            | [ 千葉県統計 16 ] |
| 2008年（平成20年） | 2,754            | 1,363            | [ 千葉県統計 17 ] |
| 2009年（平成21年） | 2,730            | 1,354            | [ 千葉県統計 18 ] |
| 2010年（平成22年） | 2,634            | 1,311            | [ 千葉県統計 19 ] |
| 2011年（平成23年） | 2,539            | 1,273            | [ 千葉県統計 20 ] |
| 2012年（平成24年） | 2,550            | 1,280            | [ 千葉県統計 21 ] |
| 2013年（平成25年） | 2,667            | 1,342            | [ 千葉県統計 22 ] |
| 2014年（平成26年） | 2,653            | 1,345            | [ 千葉県統計 23 ] |
| 2015年（平成27年） | 2,750            | 1,393            |                   |
| 2016年（平成28年） | 2,800            | 1,417            |                   |
| 2017年（平成29年） | 2,824            | 1,435            |                   |
| 2018年（平成30年） | 2,855            | 1,450            |                   |
| 2019年（平成31年） | 2,936            | 1,491            |                   |
| 2020年（令和02年） | 2,371            | 1,204            |                   |
| 2021年（令和03年） | 2,626            | 1,337            |                   |
| 2022年（令和04年） | 2,969            | 1,513            |                   |
| 2023年（令和05年） | 3,173            | 1,614            |                   |
| 2024年（令和06年） | 3,422            | 1,740            |                   |

## 駅周辺
駅前の現状はスペースが狭いため、駅の南西側に駅前ロータリー交差点、駐輪場など駅前広場の整備が予定されている。
駅西側には京葉道路（松ヶ丘インターチェンジ）・国道16号があり、駅北側に千葉県道20号千葉大網線が通る。

### 北側
- 千葉県警察 機動装備センター
- 千葉中央警察署 星久喜交番
- 千葉県消防会館
- 千葉市中央区松ケ丘市民センター

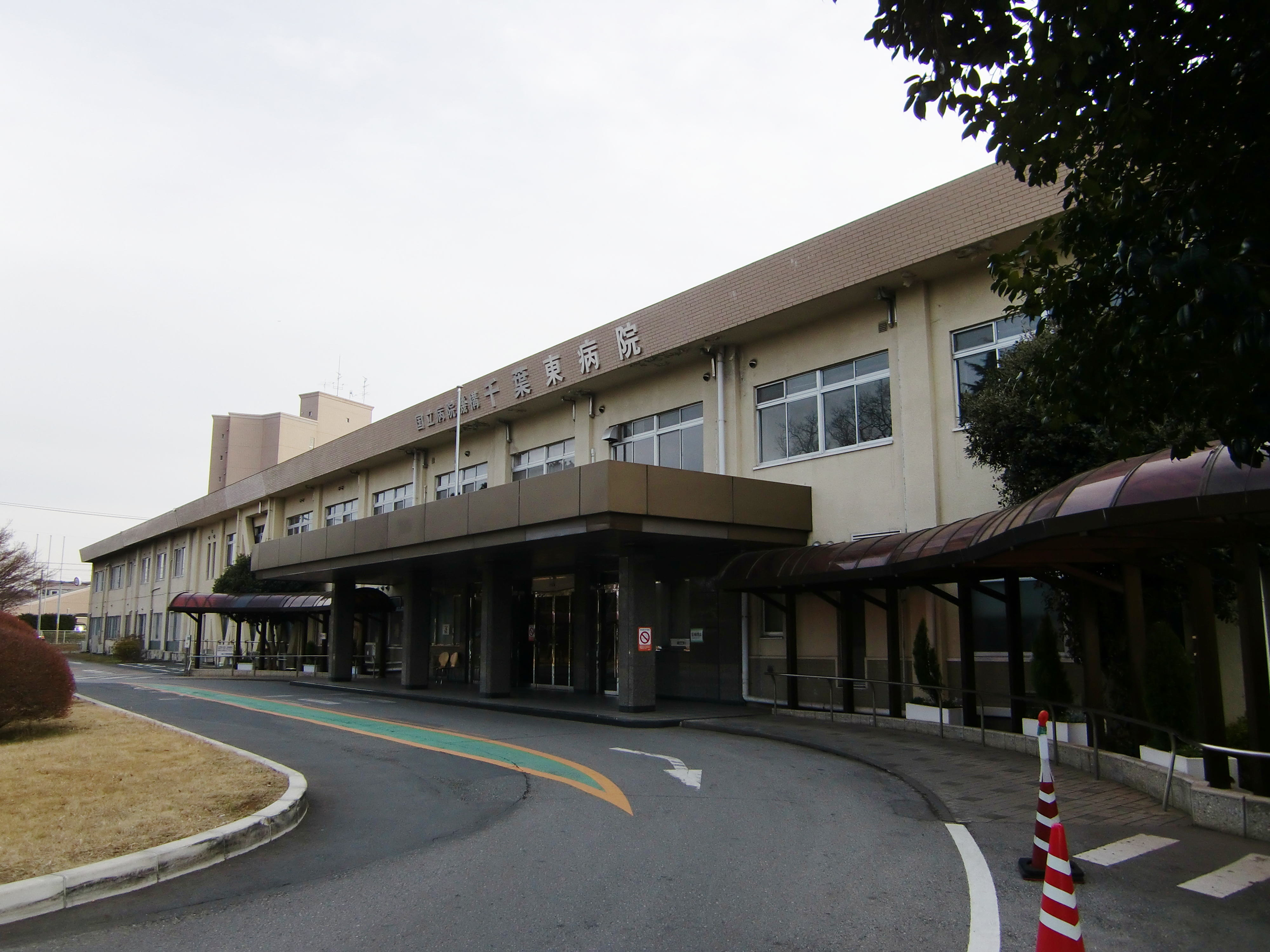
国立病院機構千葉東病院

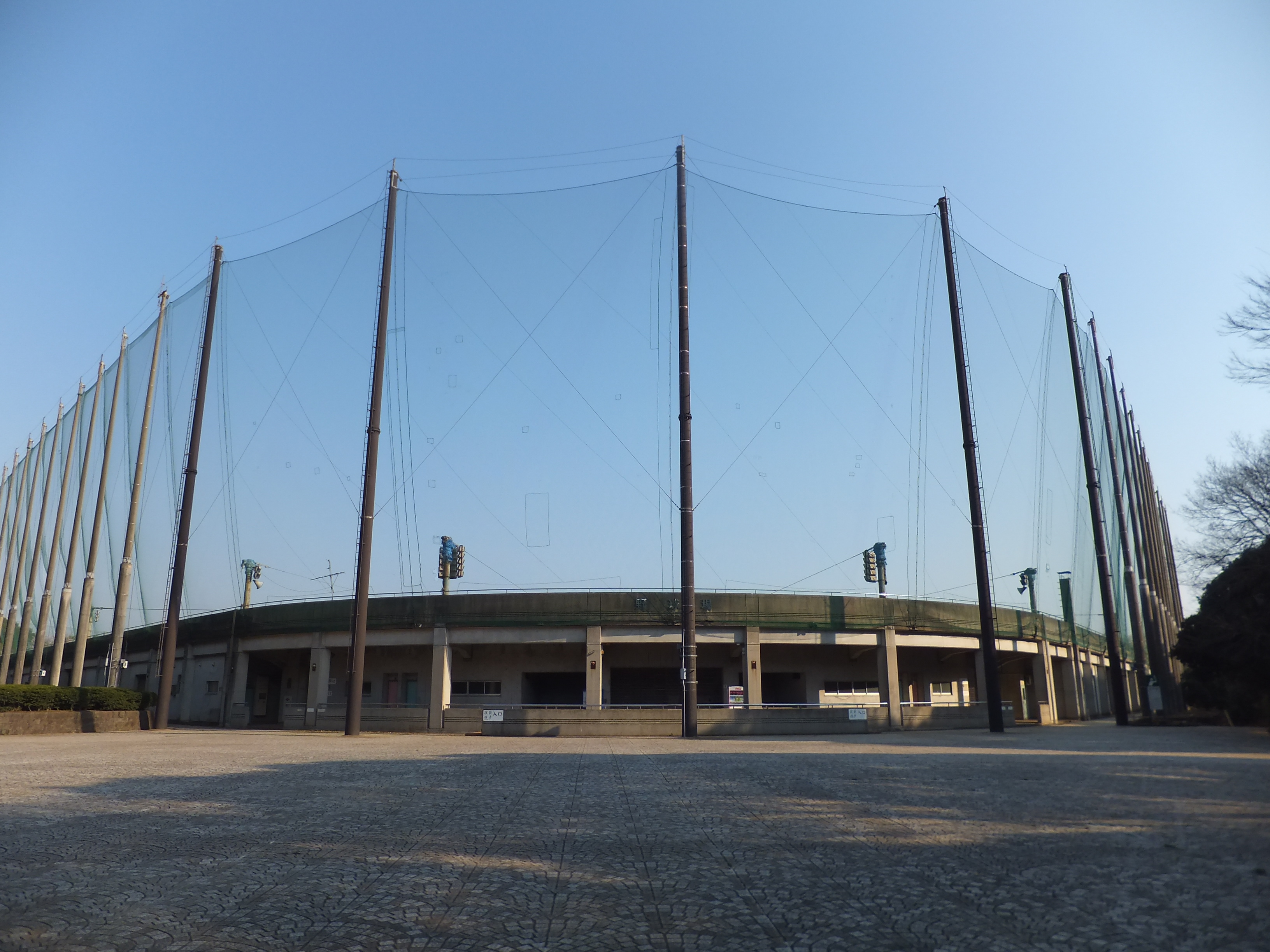
青葉の森スポーツプラザ野球場

- 千葉県立保健医療大学 仁戸名キャンパス（千葉県医療技術大学校）
- 淑徳大学 千葉第2キャンパス
- 千葉県立千葉南高等学校
- 千葉市立松ケ丘中学校
- 千葉市立松ケ丘小学校
- 千葉市立仁戸名小学校
- 千葉市立星久喜小学校
- 千葉県立仁戸名特別支援学校
- 千葉第一自動車教習所
- 国立病院機構千葉東病院
- 地域医療機能推進機構千葉病院（JCHO千葉病院）
- 千葉県がんセンター
- 千葉仁戸名郵便局
- 千葉星久喜郵便局
- 京葉銀行 松ケ丘支店
- 千葉興業銀行 白旗支店仁戸名出張所
- トップマート 松ヶ丘店
- しげのや 星久喜店
- ライフガーデン仁戸名
  - ベルクス 仁戸名店
  - くすりの福太郎 仁戸名店
- petit madoca 千葉仁戸名店
- ヤックスドラッグ HIT仁戸名薬局
- 青葉の森公園（青葉の森スポーツプラザ）
  - 青葉の森スポーツプラザ野球場・陸上競技場・庭球場・弓道場
- 千葉市松ヶ丘公園
- 千葉寺ふくろう公園（松ケ丘市民の森）
- 仁戸名市民の森

### 南側
- 千葉中央警察署白旗交番
- 千葉市中央消防署宮崎出張所
- 淑徳大学千葉キャンパス
- 千葉市立蘇我中学校
- 千葉市立大森小学校
- 千葉市立宮崎小学校
- 千葉市立大厳寺小学校
- 三愛記念そが病院
- 千葉宮崎郵便局
- 千葉鵜の森郵便局
- 千葉信用金庫白旗支店
- ヤックススーパーマーケット白旗店
- フォルテ蘇我
  - ベルクフォルテ蘇我店
  - マツモトキヨシフォルテ蘇我店
- マルエツ蘇我南町店
- カインズFC白旗店
- 白幡神社
- 石橋記念公園

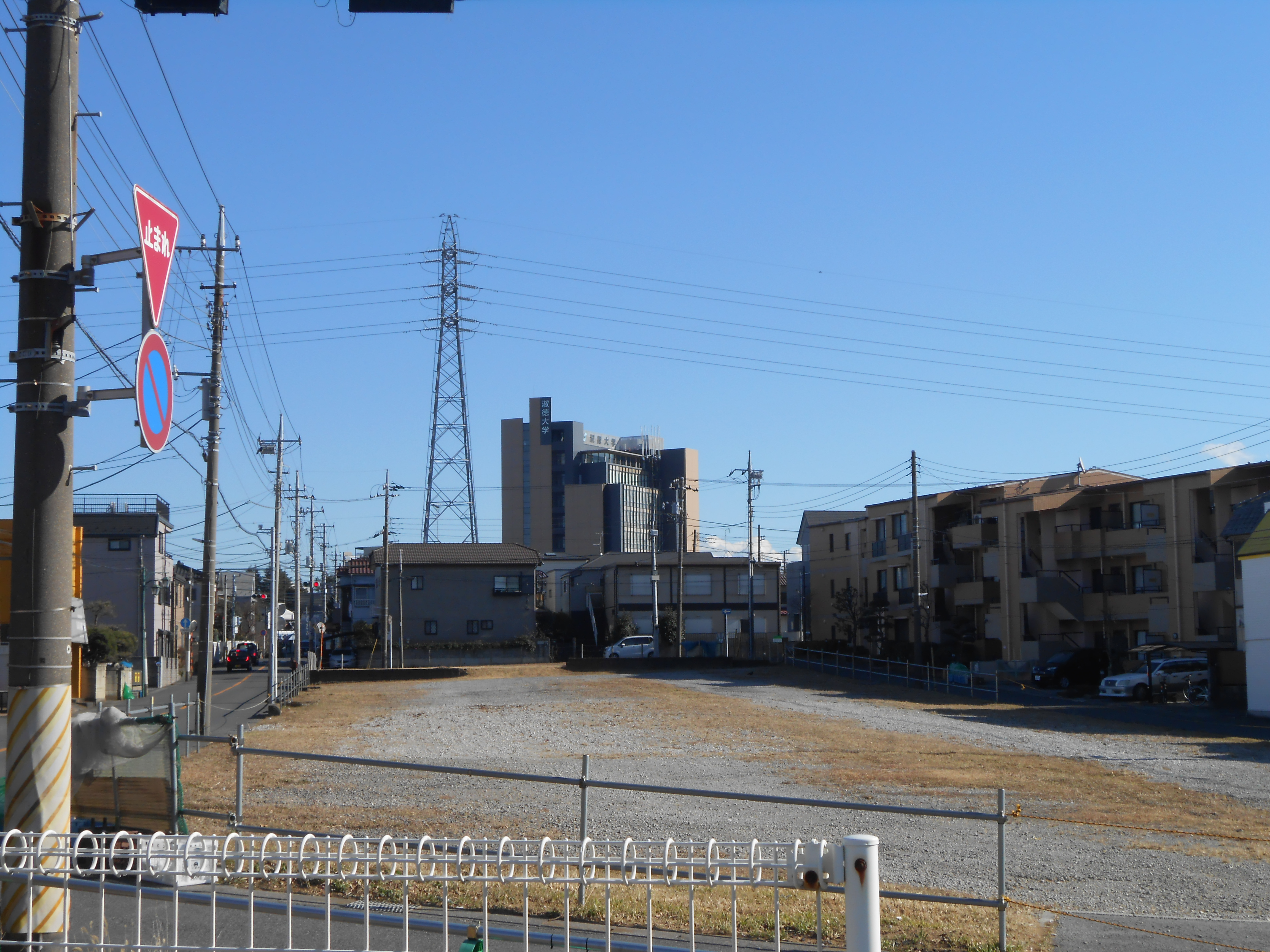
淑徳大学 千葉キャンパス

- 花輪グラウンド（中央区少年軟式野球連盟・千葉ポニーリーグ）

## バス路線
| のりば   | 系統 | 主要経由地                     | 行先               | 運行会社             | 備考          |
| -------- | ---- | ------------------------------ | ------------------ | -------------------- | ------------- |
| 大森台駅 |      | 仁戸名局前・千葉社会保険病院   | 千葉県がんセンター | 小湊鉄道             |               |
| 大森台駅 |      | 仁戸名局前・千葉社会保険病院   | 千葉南高校         | 小湊鉄道             | 平日1本のみ   |
| 大森台駅 |      | 仁戸名局前・千葉社会保険病院   | 鎌取駅             | 京成バス千葉イースト |               |
| 大森台駅 |      | 蘇我病院前                     | 蘇我駅東口         | 小湊鉄道             |               |
| 大森台駅 |      | 富士見台・蘇我駅東入口・県庁前 | 千葉駅             | 小湊鉄道             |               |
| 大森台駅 |      | 富士見台                       | 蘇我駅東口         | 京成バス千葉イースト |               |
| 大森台駅 |      | 蘇我病院・蘇我駅入口           | JFEスチール        | 京成バス千葉イースト | 土休日1本のみ |

## 隣の駅
京成電鉄
 千原線
千葉寺駅 (KS61) - 大森台駅 (KS62) - 学園前駅 (KS63)

### 記事本文
注釈
1. ↑  1992年4月1日開業。

出典
1. 1 2  「千葉中央―大森台5分で一日51往復 千葉急行が開業」『朝日新聞』朝日新聞社、1992年4月2日、27面。
2. ↑  「房総の駅百景 大森台駅 千葉急行暫定終着の駅」『千葉日報』千葉日報社、1990年5月29日、8面。
3. ↑  「都心まで乗り換えなし 千葉急行きょう全線開通 大森台 - ちはら台間6.7キロが延伸」『千葉日報』千葉日報社、1995年4月1日、9面。
4. ↑  「私鉄年表」『私鉄車両編成表 '95年版』ジェー・アール・アール、1995年10月15日、197頁。ISBN 4-88283-216-X。
5. ↑  『京成グループ要覧2022』京成電鉄株式会社、2022年8月、26頁。オリジナルの2022年10月30日時点におけるアーカイブ。2022年10月30日閲覧。
6. ↑  JR・私鉄全線各駅停車 別巻1 東京・横浜・千葉・名古屋の私鉄（小学館 1993年10月20日第１版）133頁
7. ↑  これについては、2008年の千葉市による資料「千葉都市計画の変更（素案）に対する説明会資料（午後の部） (PDF) 」の10 - 15ページを参照。

### 利用状況
京成電鉄の1日平均利用客数
1. 1 2 3 4  京成電鉄株式会社. “駅別乗降人員（2024年度1日平均）” (pdf). 2025年5月5日閲覧。
2. ↑  京成電鉄株式会社. “駅別乗降人員（平成27年度1日平均）” (pdf). 2016年10月11日時点のオリジナルよりアーカイブ。2023年7月8日閲覧。
3. ↑  京成電鉄株式会社. “駅別乗降人員（平成28年度1日平均）”. 2018年2月23日時点のオリジナルよりアーカイブ。2023年7月8日閲覧。
4. 1 2  京成電鉄株式会社. “駅別乗降人員（2017年度1日平均）” (pdf). 2020年6月13日時点のオリジナルよりアーカイブ。2023年7月8日閲覧。
5. 1 2  京成電鉄株式会社. “駅別乗降人員（2018年度1日平均）” (pdf). 2020年6月13日時点のオリジナルよりアーカイブ。2021年5月30日閲覧。
6. 1 2  京成電鉄株式会社. “駅別乗降人員（2019年度1日平均）” (pdf). 2020年6月13日時点のオリジナルよりアーカイブ。2021年5月30日閲覧。
7. 1 2  京成電鉄株式会社. “駅別乗降人員（2020年度1日平均）” (pdf). 2023年4月5日時点のオリジナルよりアーカイブ。2021年5月30日閲覧。
8. 1 2  京成電鉄株式会社. “駅別乗降人員（2021年度）” (PDF) (JP). 2022年5月16日時点のオリジナルよりアーカイブ。2022年5月22日閲覧。
9. 1 2  京成電鉄株式会社. “駅別乗降人員（2022年度1日平均）” (pdf). 2023年7月8日閲覧。
10. 1 2  京成電鉄株式会社. “駅別乗降人員（2023年度1日平均）” (pdf). 2025年5月5日閲覧。

私鉄の統計データ
1. ↑  千葉市統計書 - 千葉市
2. ↑  各種報告書 - 関東交通広告協議会
3. ↑  千葉県統計年鑑

千葉県統計年鑑
1. ↑  平成5年
2. ↑  平成6年
3. ↑  平成7年
4. ↑  平成8年
5. ↑  平成9年
6. ↑  平成10年
7. ↑  平成11年
8. ↑  平成12年
9. ↑  平成13年
10. ↑  平成14年
11. ↑  平成15年
12. ↑  平成16年
13. ↑  平成17年
14. ↑  平成18年
15. ↑  平成19年
16. ↑  平成20年
17. ↑  平成21年
18. ↑  平成22年
19. ↑  平成23年
20. ↑  平成24年
21. ↑  平成25年
22. ↑  平成26年
23. ↑  平成27年